# North Wingfield
North Wingfield is een civil parish in het bestuurlijke gebied North East Derbyshire, in het Engelse graafschap Derbyshire met 6505 inwoners. Het ligt ongeveer 6 kilometer ten zuidoosten van Chesterfield en 1 mijl ten noordoosten van Clay Cross. De bevolking van de burgerlijke parochie was volgens de volkstelling van 2011 6.505. De A6175-weg van de M1-snelweg naar de A61-weg loopt door het dorp.
Het dorp omvat de voormalige buurtschappen Hepthorne Lane, Hillyfields, Highfields en Church Hill. Het gebied Hepthorne Lane wordt nog steeds door lokale bewoners bij die naam genoemd, evenals de gebieden Highfields en Church Hill. De rivier de Rother stroomt door het dorp aan de onderkant van Hepthorne Lane, naast de Midland Main Line.

## Geschiedenis
Tijdens de Domesday Survey in 1086 werd het landgoed van North Wingfield geregistreerd als Winnefelt. Er werd opgemerkt dat er een kerk en een priester waren. Delen van de huidige kerk, gewijd aan St. Lawrence, dateren uit de Normandische tijd, met sommige kenmerken die van Angelsaksische oorsprong zijn.
Op dat moment was het landgoed van North Wingfield in het bezit van Walter De Ayncourt. De naam werd uiteindelijk ingekort tot Deincourt, die werd gebruikt door de middelbare school van het dorp, Deincourt Community School, van 1953 tot het in 2010 werd gesloten.
Zowel North Wingfield als South Wingfield hebben vormen van dezelfde plaatsnaam, gevormd uit "winn" (weiland) en "feld" (open land). De vroegere vormen van elk worden niet onderscheiden, maar in 1284 komt een Middelengelse vorm van South Wingfield voor. (North) Wingfield wordt gevonden in Angelsaksische geschriften, terwijl de geschriften van (South) Wingfield beginnen met het Domesday Book.

## Het Dorp
Gelegen in voormalige mijnbouwgebieden werd het dorp gedurende het grootste deel van zijn recente geschiedenis bediend door verschillende steenkoolmijnen. Nu, mede dankzij de ligging nabij de M1-snelweg en de aanwezigheid van een school, heeft het dorp de afgelopen jaren een toestroom van bewoners ervaren, en er zijn veel woningbouwprojecten uitgevoerd.
Het dorp heeft nu alleen nog een basisschool, na de sluiting van Deincourt Community School.
Unitary authority: Derby

Districten: Amber Valley · Bolsover · Chesterfield · Derbyshire Dales · Erewash · High Peak · North East Derbyshire · South Derbyshire

Lijst van plaatsen in het graafschap Derbyshire
Civil parishes in het ceremoniële graafschap Derbyshire:

Abney and Abney Grange
· Aldercar and Langley Mill
· Alderwasley
· Aldwark
· Alfreton
· Alkmonton
· Ash
· Ashbourne
· Ashford in the Water
· Ashleyhay
· Ashover
· Aston-on-Trent
· Aston
· Atlow
· Ault Hucknall
· Bakewell
· Ballidon
· Bamford
· Barlborough
· Barlow
· Barrow upon Trent
· Barton Blount
· Baslow and Bubnell
· Bearwardcote
· Beeley
· Belper
· Biggin by Hulland
· Birchover
· Blackwell
· Blackwell in the Peak
· Bonsall
· Boylestone
· Brackenfield
· Bradbourne
· Bradley
· Bradwell
· Brailsford
· Brampton
· Brassington
· Breadsall
· Breaston
· Bretby
· Brimington
· Brough and Shatton
· Brushfield
· Burnaston
· Calke
· Callow
· Calow
· Calver
· Carsington
· Castle Gresley
· Castleton
· Catton
· Cauldwell
· Chapel-en-le-Frith
· Charlesworth
· Chatsworth
· Chelmorton
· Chinley, Buxworth and Brownside
· Chisworth
· Church Broughton
· Clay Cross
· Clifton and Compton
· Clowne
· Codnor
· Coton in the Elms
· Crich
· Cromford
· Cubley
· Curbar
· Dalbury Lees
· Dale Abbey
· Darley Dale
· Denby
· Derwent
· Dethick, Lea and Holloway
· Doveridge
· Drakelow
· Draycott and Church Wilne
· Dronfield
· Duffield
· Eaton and Alsop
· Eckington
· Edale
· Edensor
· Edlaston and Wyaston
· Egginton
· Elmton with Creswell
· Elton
· Elvaston
· Etwall
· Eyam
· Fenny Bentley
· Findern
· Flagg
· Foolow
· Foremark
· Foston and Scropton
· Froggatt
· Glapwell
· Grassmoor, Hasland and Winswick
· Gratton
· Great Hucklow
· Great Longstone
· Green Fairfield
· Grindleford
· Grindlow
· Harthill
· Hartington Middle Quarter
· Hartington Nether Quarter
· Hartington Town Quarter
· Hartington Upper Quarter
· Hartshorne
· Hassop
· Hathersage
· Hatton
· Hayfield
· Hazelwood
· Hazlebadge
· Heanor and Loscoe
· Heath and Holmewood
· Highlow
· Hilton
· Hognaston
· Holbrook
· Hollington
· Holmesfield
· Holymoorside and Walton
· Hoon
· Hope
· Hope Woodlands
· Hopton
· Hopwell
· Horsley
· Horsley Woodhouse
· Hulland
· Hulland Ward
· Hungry Bentley
· Ible
· Idridgehay and Alton
· Ingleby
· Ironville
· Ivonbrook Grange
· Kedleston
· Kilburn
· Killamarsh
· King Sterndale
· Kirk Ireton
· Kirk Langley
· Kniveton
· Lea Hall
· Linton
· Little Eaton
· Little Hucklow
· Little Longstone
· Litton
· Longford
· Lullington
· Mackworth
· Mapleton
· Mapperley
· Marston Montgomery
· Marston on Dove
· Matlock Bath
· Matlock Town
· Melbourne
· Mercaston
· Middleton
· Middleton and Smerrill
· Monyash
· Morley
· Morton
· Nether Haddon
· Netherseal
· New Mills
· Newton Grange
· Newton Solney
· Norbury and Roston
· North Wingfield
· Northwood and Tinkersley
· Ockbrook and Borrowash
· Offcote and Underwood
· Offerton
· Old Bolsover
· Osleston and Thurvaston
· Osmaston
· Outseats
· Over Haddon
· Overseal
· Parwich
· Peak Forest
· Pentrich
· Pilsley 
· Pilsley
· Pinxton
· Pleasley
· Quarndon
· Radbourne
· Ravensdale Park
· Repton
· Ripley
· Risley
· Rodsley
· Rosliston
· Rowland
· Rowsley
· Sandiacre
· Sawley
· Scarcliffe
· Shardlow and Great Wilne
· Sheldon
· Shipley
· Shirebrook
· Shirland and Higham
· Shirley
· Shottle and Postern
· Smalley
· Smisby
· Snelston
· Somercotes
· Somersal Herbert
· South Darley
· South Normanton
· South Wingfield
· Stanley and Stanley Common
· Stanton
· Stanton by Bridge
· Stanton By Dale
· Staveley
· Stenson Fields
· Stoney Middleton
· Stretton
· Sudbury
· Sutton-cum-Duckmanton
· Sutton on the Hill
· Swanwick
· Swarkestone
· Taddington
· Tansley
· Temple Normanton
· Thornhill
· Thorpe
· Tibshelf
· Ticknall
· Tideswell
· Tintwistle
· Tissington
· Trusley
· Tupton
· Turnditch
· Twyford and Stenson
· Unstone
· Walton-upon-Trent
· Wardlow
· Wessington
· West Hallam
· Weston-on-Trent
· Weston Underwood
· Whaley Bridge
· Wheston
· Whitwell
· Willington
· Windley
· Wingerworth
· Winster
· Wirksworth
· Woodville
· Wormhill
· Yeaveley
· Yeldersley
· Youlgreave